# Jacques Rivette

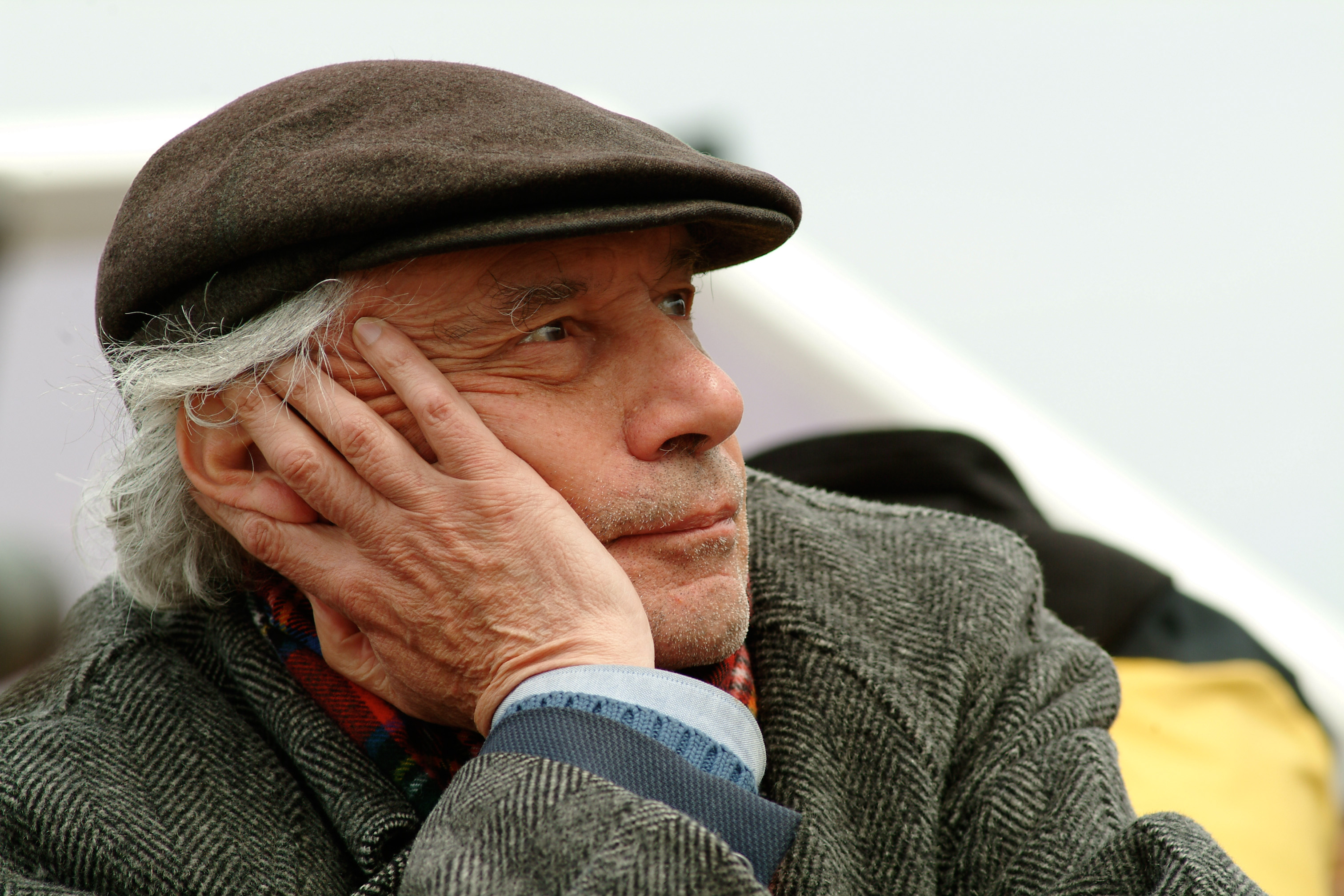
Jacques Rivette (2006)

Jacques Rivette (geboren am 1. März 1928 in Rouen, Normandie; gestorben am 29. Januar 2016 in Paris) war ein französischer Filmregisseur, Drehbuchautor und Filmkritiker. Er gilt als einer der führenden Köpfe der Nouvelle Vague.

## Schaffen
Wie die meisten späteren Regisseure der Nouvelle Vague näherte sich Rivette dem Kino über die Cinephilie und die Filmkritik. In der Cinémathèque française begegnete er regelmäßig François Truffaut, Jean-Luc Godard und Éric Rohmer. 1950 gründete er mit Rohmer La Gazette du cinéma.
Vom Kritiker bei der Zeitschrift Cahiers du cinéma wurde er ab 1963 bis 1965 zu deren Chefredakteur. 1958 drehte er seinen ersten abendfüllenden Spielfilm Paris gehört uns (Paris nous appartient). Zuvor hatte er als Assistent bei Jacques Becker und Jean Renoir gearbeitet.
Bei der Arbeit mit seinen Schauspielern verwendete Rivette eine Methode, die er während seiner gesamten Laufbahn beibehielt: Es gab kein Drehbuch, sondern nur ein paar Seiten, die grob die Handlung umrissen. Der Text wurde erst einen Tag vor dem Drehen, oder sogar erst am Drehtag selbst, verteilt.
Rivettes zweiter langer Film Die Nonne (Suzanne Simonin, la Religieuse de Diderot) (Rivette bevorzugte diesen Titel gegenüber der Kurzfassung La Religieuse), den er 1966 nach dem Roman von Denis Diderot drehte, wurde zeitweise von der französischen Zensur verboten. Anna Karina spielte darin Suzanne, ein junges Mädchen, das man in ein Kloster gezwungen hat, und das sich weigert, Nonne zu werden. Mit L’Amour fou und Out 1: Noli me tangere radikalisierte Rivette seine Experimente mit der Improvisation und schuf einen Film mit einer einzigartigen Atmosphäre. Out 1: Noli me tangere dauert 773 Minuten (12 Stunden und 53 Minuten) und ist damit der bisher längste Spielfilm der Kinogeschichte. Die Kurzfassung (mit dem Titel Out 1: Spectre) dauert 4 Stunden.
Mit An der Nordbrücke (Le Pont du Nord, 1980) fand Rivette zu einem gewissen Realismus, ehe er mit Theater der Liebe (L’Amour par terre, 1984) und Die Viererbande (La Bande des Quatre, 1988) zu seinen bevorzugten Themen (Komplott, Geheimnis, Theater) zurückkehrte.
1991 verkörperte Emmanuelle Béart an der Seite von Michel Piccoli und Jane Birkin Die schöne Querulantin (La Belle Noiseuse). Der Film gewann den Großen Preis der Jury bei den Internationalen Filmfestspielen von Cannes 1991. Sandrine Bonnaire spielte Jeanne d’Arc in dem zweiteiligen Werk Johanna, die Jungfrau (Jeanne la Pucelle, 1994, bestehend aus Les Batailles und Les Prisons).
2000 drehte Rivette Va Savoir, eine Komödie, die von Die goldene Karosse (Le Carrosse d’or) von Jean Renoir inspiriert war. Über Renoir hatte Rivette 1967 den dreiteiligen Fernseh-Dokumentarfilm Jean Renoir, le patron gedreht.
Ähnlich den Mitgliedern einer Theatergruppe spielten zahlreiche Schauspieler in mehreren Filmen Rivettes mit, insbesondere Bulle Ogier, mit der er über einen Zeitraum von fast 40 Jahren bei acht Filmen zusammengearbeitet hat, und Juliet Berto, die unter anderem entscheidend an zwei seiner wichtigsten Filme Céline und Julie fahren Boot (Céline et Julie vont en bateau) und Out 1 beteiligt war. Auch Jane Birkin, Anna Karina, Michel Piccoli, Laurence Côte, Nathalie Richard, Geraldine Chaplin, Nicole Garcia, Sandrine Bonnaire, Emmanuelle Béart, Jeanne Balibar, Marianne Denicourt und Jerzy Radziwiłowicz haben in mehreren seiner Filme mitgespielt.
2009 erhielt Rivette für seinen Spielfilm 36 Ansichten des Pic Saint-Loup (36 vues du Pic Saint-Loup) eine Einladung in den Wettbewerb der 66. Filmfestspiele von Venedig.
Obwohl Suzanne Simonin, la Religieuse de Diderot einen Skandal auslöste, war Rivette kein Regisseur, der die Provokation suchte. Seine Filme gründen in der Idee, dass das Kino eine besondere Form der Erfahrung ist, eine Erforschung. Er erkundete die üblichen Normen, sprengte sie manchmal, wobei er immer eine gewisse Leichtigkeit bewahrte. Dabei kam der Dauer der Filme eine besondere Bedeutung zu. Out 1 bleibt in dieser Hinsicht einzigartig, aber auch die meisten anderen Filme Rivettes dauern mehr als 2,5 Stunden.
Die Langsamkeit seiner Filme stößt manche vom Mainstreamkino konditionierten Zuschauer ab, aber sie gewährt eine Erfahrung besonderer Art. Der Zuschauer wird nicht überwältigt, sondern kann sich frei in den Filmen bewegen und so bei jedem Sehen des Films an dessen Schöpfung mitwirken. Dies gilt besonders für den sehr spielerischen Film Céline und Julie fahren Boot (1974), in dem Rivette das Phantastische mit dem Alltäglichen mischte. Diese improvisierte Phantasie zeugt zugleich von einer beeindruckenden Meisterschaft, wobei Rivette die Gespenster Jean Cocteaus und Lewis Carrolls herbeizitiert.
Ein wichtiges Element in Rivettes Filmen ist der geschlossene Raum. Oft spielt sich die Handlung zum größten Teil in einem alten Haus ab. Wie für den Zuschauer im Film Gewissheiten des Alltagslebens außer Kraft treten, so begeben sich die Filmfiguren in eine andere, magische Welt, wenn sie diese verwunschenen Häuser betreten. Eine ähnliche Funktion erfüllt die Theateraufführung im Film, wie sie bei Rivette verschiedentlich vorkam (L’amour par terre, Va savoir).
Für Rivette war der Bezug zur Arbeit anderer Regisseure von besonderer Wichtigkeit. Er schrieb über seine Arbeit:

„Ich habe das Bedürfnis, die Filme von Griffith ständig zu sehen, ich habe das Bedürfnis, die Filme von Eisenstein ständig zu sehen, die Filme von Murnau, aber ich habe auch das Bedürfnis, die zeitgenössischen Filme zu sehen. Weil man selbst nur Filme macht in Bezug auf andere Cineasten. Man macht keine Filme im Abstrakten. Man projiziert keine innere Vision, die man im Kopf hat, das gibt es nicht. So etwas ist falsch. Man macht Filme in Bezug auf das, was bereits gemacht wurde von den großen Cineasten der Vergangenheit, jenen, die das Kino begründeten, und in Bezug auf jene, die unsere Zeitgenossen, unsere Nachfolger sind. […] Um einen Film wirklich zu lieben, muss man bereits ein Cineast sein. Einen Film zu lieben, das ist bereits der Akt eines Cineasten.“

Mit Ausnahme von Die Herzogin von Langeais (Ne touchez pas la hache) schrieb Rivette bei allen seinen Filmen am Drehbuch mit; seit Mitte der 1980er Jahre waren Christine Laurent und Pascal Bonitzer die Drehbuchautoren, mit denen er am häufigsten zusammenarbeitete.

## Filmografie

### Regisseur

#### Kurzfilme (Auswahl)
- 1949: Aux quatre coins
- 1956: Le coup du berger

#### Spielfilme
- 1960: Paris gehört uns (Paris nous appartient)
- 1966: Die Nonne (La Religieuse)
- 1968: Amour Fou (L’amour fou)
- 1971/1972: Out 1: Noli me tangere / Out 1: Spectre
- 1974: Céline und Julie fahren Boot (Céline et Julie vont en bateau)
- 1976: Nordwestwind (Noroît)
- 1976: Unsterbliches Duell (Duelle)
- 1981: Merry-Go-Round
- 1982: An der Nordbrücke (Le Pont du Nord)
- 1984: Theater der Liebe (L’amour par terre)
- 1985: Sturmhöhe (Hurlevent)
- 1988: Die Viererbande (La Bande des Quatre)
- 1991: Die schöne Querulantin (La Belle noiseuse)
- 1994: Johanna, die Jungfrau (Jeanne la Pucelle)
- 1995: Vorsicht, zerbrechlich (Haut bas fragile)
- 1998: Geheimsache (Secret défense)
- 2001: Va Savoir (Va savoir)
- 2003: Die Geschichte von Marie und Julien (Histoire de Marie et Julien)
- 2007: Die Herzogin von Langeais (Ne touchez pas la hache)
- 2009: 36 Ansichten des Pic Saint-Loup (36 vues du Pic Saint-Loup)

#### Fernsehen
- 1967: Jean Renoir, le patron (im Rahmen der von Janine Bazin und André S. Labarthe produzierten TV-Reihe Cinéastes de notre temps)

### Schauspieler
- 1979: La Mémoire courte (Regie: Eduardo de Gregorio)

## Auszeichnungen (Auswahl)
- 1962: British Film Institute – Sutherland Trophy für Paris gehört uns[5]
- 1969: British Film Institute – Sutherland Trophy für Amour fou[6]
- 1974: Locarno Film Festival – Spezial Preis der Jury für Céline und Julie fahren Boot[7]
- 1989: Berlinale – „Lobende Erwähnung“ der Wettbewerb-Jury[8] und FIPRESCI-Preis[9] für Die Viererbande
- 1991: Cannes Film Festival – Großer Preis der Jury für Die schöne Querulantin[10]
- 1991: Locarno Film Festival – Ehren-Leopard[11]
- 2001: Valladolid Film Festival – Spezial Preis der Jury für Va Savoir[12]

## Ehrungen
- 2023: Umbenennung eines Abschnitts der Allee des Pariser Parc Montsouris in „Allée Jacques Rivette“, der in dem Park Szenen mehrerer seiner Filme gedreht hatte.[13]